# May McAvoy

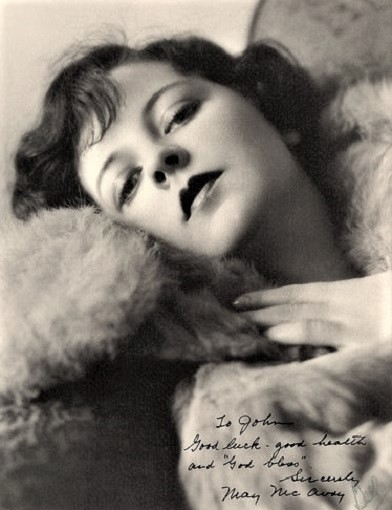
May McAvoy auf einem Foto von Elmer Russell Ball (1925)

May McAvoy (* 8. September 1899 in New York City; † 26. April 1984 in Sherman Oaks, Kalifornien) war eine US-amerikanische Schauspielerin.

## Leben
McAvoy kam direkt von der High School 15-jährig zum Film und avancierte kurz nach Ende des Ersten Weltkrieges zu einer beliebten Leinwandkünstlerin. Ihre berühmtesten Filme sind Lady Windermeres Fächer von 1925 und Der Jazzsänger aus dem Jahr 1927.
Ab 1939 gab sie in unregelmäßigen Abständen mit Klein- und Kleinstrollen Gastspiele vor der Kamera. Zuletzt sah man sie 1957 in Schlucht des Verderbens.
May McAvoy war von 1929 bis 1940 mit dem Bankier Maurice Cleary verheiratet, dem damaligen Vizepräsidenten und Schatzmeister der United Artists und späteren Assistenten des Präsidenten der Flugzeugfirma Lockheed.
Sie wurde auf dem Holy Cross Cemetery in Culver City, Kalifornien, begraben.

## Filmografie (Auswahl)
- 1917: Hate
- 1918: To Hell with the Kaiser!
- 1918: A Perfect Lady
- 1918: I’ll Say So
- 1919: Mrs Wiggs of the Cabbage Patch
- 1919: The Woman Under Oath
- 1919: The Way of a Woman
- 1920: Love Wins
- 1920: My Husband’s Other Wife
- 1920: The Sporting Duchess
- 1920: Man and His Woman
- 1920: The House of the Tolling Bell
- 1920: The Forbidden Valley
- 1920: The Devil’s Garden
- 1920: The Truth About Husbands
- 1921: Sentimental Tommy
- 1921: A Private Scandal
- 1921: Everything for Sale
- 1921: Morals
- 1921: A Virginia Courtship
- 1922: A Homespun Vamp
- 1922: Through a Glass Window
- 1922: The Top of New York
- 1922: Clarence
- 1922: Kick In
- 1923: Grumpy
- 1923: Only 38
- 1923: Hollywood
- 1923: Her Reputation
- 1923: West of the Water Tower
- 1924: The Enchanted Cottage
- 1924: The Bedroom Window
- 1924: Ein Mädchen aus gutem Hause (Tarnish)
- 1924: Married Flirts
- 1924: Drei Frauen (Three Women)
- 1925: The Mad Whirl
- 1925: Tessie
- 1925: Lady Windermeres Fächer (Lady Windermere’s Fan)
- 1925: Ben Hur (Ben-Hur: A Tale of the Christ)
- 1926: The Road to Glory
- 1926: My Old Dutch
- 1926: The Passionate Quest
- 1926: The Savage
- 1926: Alarm (The Fire Brigade)
- 1927: Matinee Ladies
- 1927: Irish Hearts
- 1927: Slightly Used
- 1927: Der Jazzsänger (The Jazz Singer)
- 1927: A Reno Divorce
- 1927: If I Were Single
- 1928: The Little Snob
- 1928: Sunny California (Kurzfilm)
- 1928: The Lion and the Mouse
- 1928: Caught in the Fog
- 1928: Der Schrecken von Piccadilly (The Terror)
- 1929: Stolen Kisses
- 1929: No Defense
- 1929: Two Girls on Broadway
- 1929: The New Pupil (Kurzfilm)
- 1940: Phantom Raiders
- 1940: Dulcy
- 1940: Dritter Finger, linke Hand (Third Finger, Left Hand)
- 1941: Whispers (Kurzfilm)
- 1941: 1-2-3-Go! (Kurzfilm)
- 1941: Love Crazy
- 1941: Allein unter Gangstern (The Get-Away)
- 1941: Sucker List (Kurzfilm)
- 1941: Ringside Maisie
- 1941: Main Street on the March! (Kurzfilm)
- 1942: Born to Sing
- 1942: Rio Rita
- 1942: Mr. Blabbermouth! (Kurzfilm)
- 1943: Assignment in Brittany
- 1943: Laurel und Hardy: Schrecken aller Spione (Air Raid Wardens)
- 1943: My Tomato (Kurzfilm)
- 1944: Mein Schatz ist ein Matrose (Two Girls and a Sailor)
- 1944: Movie Pests
- 1944: Laurel und Hardy: Die Leibköche seiner Majestät (Nothing But Trouble)
- 1945: Weekend im Waldorf (Week-End at the Waldorf)
- 1946: Bis die Wolken vorüberzieh’n (Till the Clouds Roll By)
- 1947: The Romance of Rosy Ridge
- 1947: Tanz ohne Ende (The Unfinished Dance)
- 1948: Wirbel um Judy (A Date with Judy)
- 1948: Liebe an Bord (Luxury Liner)
- 1950: Der Unglücksrabe (The Yellow Cab Man)
- 1950: Die Tote in den Dünen (Mystery Street)
- 1950: Brustbild, bitte! (Watch the Birdie)
- 1952: Stadt der Illusionen (The Bad and the Beautiful)
- 1954: Die Intriganten (Executive Suite)
- 1955: Der gläserne Pantoffel (The Glass Slipper)
- 1955: Die zarte Falle (The Tender Trap)
- 1956: Menschenraub (Ransom!)
- 1956: Lux Video Theatre (Fernsehserie, 1 Folge)
- 1957: Dem Adler gleich (The Wings of Eagles)
- 1957: Warum hab’ ich ja gesagt? (Designing Woman)
- 1957: Schlucht des Verderbens (Gun Glory)
- 1957: Jailhouse Rock – Rhythmus hinter Gittern (Jailhouse Rock)
- 1959: Ben Hur